# Cay Wilhelm Georg von Rumohr
Cay Wilhelm Georg von Rumohr (* 16. Juli 1797 in Schleswig; † 5. Oktober 1879 in Blasewitz) war ein schleswig-holsteinischer Verwaltungsjurist und Gutsbesitzer.

## Leben
Wilhelm von Rumohr (Nr. 191 der Geschlechtszählung) entstammte der Rundtofter Linie des holsteinischen Uradelsgeschlechts (Equites Originarii) von Rumohr. Er war der dritte Sohn des Landrats Christian August von Rumohr (1759–1798) auf Rundtoft/Rundhof und dessen Frau Louise Mariane, geb. von Dehn (1762–1849). Friedrich Henning Adolf von Rumohr (1790–1833) war sein älterer Bruder. Nach dem frühen Tod des Vaters wuchs er bei den Verwandten auf dem Gut Groß Steinrade bei Lübeck auf. Er besuchte das Katharineum zu Lübeck bis zu seinem Abschluss Michaelis 1816 und studierte Rechtswissenschaften.
Nach seinem Examen trat er in den Verwaltungsdienst der zum dänischen Gesamtstaat gehörenden Herzogtümer Schleswig-Holstein. Zunächst war er von 1821 bis 1829 Auskultant beim Obergericht Gottorf. 1829 wurde er Hardesvogt der Wiesharde. Ab 1833 war er beständiges adeliges Mitglied beim schleswig-holsteinischen Landgericht in Schleswig. Im gleichen Jahr wurde er als Nachfolger seines verstorbenen Bruders Friedrich Henning Adolph von Rumohr Amtmann über das Amt Hütten und ständischer Wirklicher Landrat in den Herzogtümern. 1835 wechselte er als Amtmann nach Flensburg.
1838 verkaufte er das Gut Oestergaard (heute Ortsteil von Steinberg im Kreis Schleswig-Flensburg). Nach dem Tod seiner Brüder und von Carl Friedrich von Rumohr 1843 war er der Senior der Familie und übernahm das Seniorat-Familienfideikommiss Groß Steinrade.
1843 wurde Rumohr Amtmann über die verbundenen Ämter Reinfeld, Traventhal und Rethwisch. Er blieb auch nach der Niederschlagung der Schleswig-Holsteinischen Erhebung im Amt.
Anfang 1859 wurde jedoch gegen Rumohr eine Criminaluntersuchung eingeleitet, der er sich in der Nacht vom 6. auf den 7. März durch Flucht entzog. Daraufhin wurde er in den Herzogtümern steckbrieflich gesucht. Mittels Allerhöchster Resolution vom 28. August 1859 wurde er aus seinen Ämtern entlassen (removiert). Gegenstand und Ausgang der Untersuchung sind nicht bekannt, die Anschuldigungen waren jedoch so schwerwiegend, dass er 1862 aus der Liste der Ehrenritter des Johanniterordens gestrichen wurde.
Er lebte zuletzt in Dresden-Blasewitz.

### Familie
Rumohr hatte am 10. Oktober 1827 in Berlin Therese Henriette von Goßler (1805–1853) geheiratet, eine Tochter des Generalstaatsanwalts und Wirklichen Geheimen Oberjustizrat Conrad Christian Goßler (1769–1842) aus dessen erster Ehe mit Anna Charlotte Cuny (1780–1810). Ihre Brüder waren u. a. der Jurist Karl Gustav von Goßler und der Staatsminister Albert von Goßler. Rumohrs älteste Schwester Henriette Charlotte von Rumohr (1786–1845) war zugleich die zweite Ehefrau Goßlers und Stiefmutter seiner Ehefrau. Aus dieser Ehe stammen ihre Halbgeschwister, der Landrat Eugen von Goßler und die Komponistin Clara von Goßler (1827–1864). Die Trauung im Haus Leipziger Platz 11 wurde von Friedrich Schleiermacher vorgenommen, dessen Traupredigt erhalten ist.
Das Paar hatte zwei Töchter und zwei Söhne, darunter den gleichnamigen Cai Wilhelm Georg von Rumohr (1835–1880), der zuletzt preußischer Landrat in Tönning war. Die Enkelin Elisabeth von Rumohr (* 1876) heiratete Ludwig von Reuter.

## Auszeichnungen
- Titel Kammerherr (1846)
- Danebrogorden, Ritter (28. Juni 1840)
- Johanniterorden, Ehrenritter[10]

## Werke
- Gedichte. Zerbst: Kummer 1828[11]